# Psychose 4
Pour les articles homonymes, voir Psychose (homonymie).
Série
Psychose 3
(1986)
Pour plus de détails, voir Fiche technique et Distribution.
Psychose 4 : Le Commencement ou Psychose 4 : L'Origine (Psycho IV: The Beginning) est un téléfilm américain préquel réalisé par Mick Garris et diffusé le 10 novembre 1990 sur Showtime.
Centré sur le personnage de Norman Bates, ce film est une préquelle faisant partie d'une tétralogie initiée par le Psychose d'Alfred Hitchcock (1960), suivi de Psychose 2 (1983) et de Psychose 3 (1986). C'est l'une des dernières apparitions à l'écran d'Anthony Perkins.

## Synopsis
Norman Bates est l'auditeur d'une émission de radio pour témoigner du sujet de l'émission J'ai tué ma propre mère. Après la mort de son père, Norman et sa mère Norma vivaient reclus dans une interdépendance malsaine. Alors qu'il était adolescent, il devint follement jaloux quand sa mère prit un amant. Il les assassina à la strychnine et conserva le corps de sa mère. Aujourd'hui « réinséré », Norman est marié, et sa femme est enceinte.  Le sujet de l'émission le ramenant à ses douloureux souvenirs de tueur, lui fait peur de donner naissance à un rejeton comme lui qui perpétuerait une lignée maudite. Ses souvenirs le poussent à vouloir tuer sa femme et l'enfant qu'elle porte, espérant se libérer définitivement de sa mère.

## Fiche technique
- Titre original : Psycho IV: The Beginning
- Titre français : Psychose 4 : Le Commencement
- Réalisation : Mick Garris
- Scénario : Joseph Stefano d'après les personnages créés par Robert Bloch
- Photographie : Rodney Charters
- Montage : Charles Bornstein
- Musique : Graeme Revell
- Production : Les Mayfield, George Zaloom
- Sociétés de production : Smart Money Productions (États-Unis), Universal TV (États-Unis)
- Format : Couleur (DeLuxe) — 35 mm  — 1,33:1 — Son stéréophonique
- Pays d'origine :  États-Unis
- Langue : anglais
- Genre : horreur
- Durée : 96 minutes
- Date de diffusion :
  -  États-Unis : 10 novembre 1990
  -  France : 1990
- Classification : Interdit aux moins de 12 ans lors de sa sortie en France

## Distribution
- Anthony Perkins (VF : Jean-Pierre Leroux) : Norman Bates
  - Henry Thomas (VF : Alexandre Gillet) : Norman adolescent
- Olivia Hussey (VF : Perrette Pradier) : Norma Bates (en)
  - Alice Hirson : Norma Bates (voix)
- CCH Pounder (VF : Marie Vincent) : Fran Ambrose, l'animatrice radio
- Warren Frost (VF : Claude Joseph) : Dr Leo Richmond
- Donna Mitchell : Connie Bates
- Tom Schuster (VF : José Luccioni) : Chet Rudolph
- Sharen Camille (VF : Stéphanie Murat) : Holly
- Bobbi Evors : Gloria
- Doreen Chalmers : Mme Lane
- John Landis : Mike Calvecchio
- Kurt Paul : Raymond Linette

## Autour du film
- Le film bénéficie d'un scénario de Joseph Stefano qui avait écrit le scénario du film d'Hitchcock en 1960.
- Un coffret intégral intitulé Collection Psychose I-IV est sorti en 2003 chez Universal en édition ultra limitée, regroupant Psychose (1960), Psychose 2 (1983), Psychose 3 (1986) et Psychose 4: Le Commencement (1990).
- Un second coffret intégral est ensuite sorti intitulé Intégrale Psychose regroupant les 4 films avec Anthony Perkins, mais également Psycho, remake du premier film réalisé par Gus Van Sant.